# Aljaksandr Myzhin
Aljaksandr Michajlavitj Myzhin (belarusiska: Аляксандр Міхайлавіч Мызгін, ryska: Александр Михайлович Мызгин, Aleksandr Michajlovitj Myzgin), född den 22 april 1965 i Gomel i Vitryska SSR i Sovjetunionen (nu Homel i Belarus), är en belarusisk kanotist som tävlade för Sovjetunionen.
Han tog bland annat VM-guld i K-4 10000 meter i samband med sprintvärldsmästerskapen i kanotsport 1989 i Plovdiv.